# 莲座叶龙胆
莲座叶龙胆（学名：Gentiana complexa）是龙胆科龙胆属的植物，是中国的特有植物。分布于中国大陆的四川等地，生长于海拔2,300米至2,750米的地区，多生长在路旁以及荒地，目前尚未由人工引种栽培。